# Gröna linjen (Israel)
För andra betydelser, se Gröna linjen.

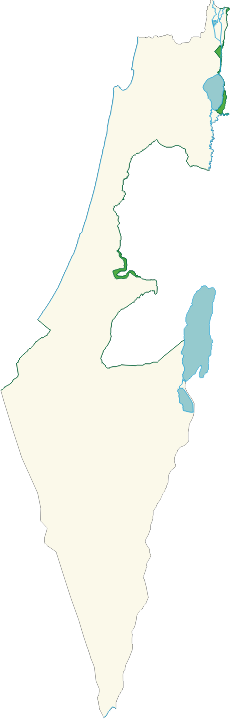
Gröna linjen (mörkgrön) och demilitariserade zoner (ljusgrön).

Begreppet Gröna linjen kan syfta på en av flera demarkationslinjer i Mellanöstern. Den är kanske främst känd som stilleståndslinjen mellan Israel och Jordanien efter 1948 års krig. Denna linje upphörde att ha någon praktisk roll efter att Israel 1967 ockuperade Västbanken i samband med sexdagarskriget.
I något vidare mening kan begreppet syfta på gränslinjen mellan Israels internationellt erkända territorium och Västbanken, Gazaremsan och Golanhöjderna. Alla dessa gränslinjer fastslogs som stilleståndslinjer och gränsen för det internationellt erkända israeliska territoriet efter 1948 års krig.